# X You
Singles de Avicii
I Could Be the One
(2012) Wake Me Up!
(2013)
X You est une chanson du DJ et compositeur suédois Avicii. Le single sort sous format numérique en Suède le 22 février 2013. Cette chanson est le résultat du projet « Avicii X You ». Les compositeurs Kian Sang, Naxsy, Martin Kupilas, ВАНЯ ХАКСИ, Jonathan Madray, Mateusz Kolata et Christian Westphalen ont également participé à la chanson.

## Liste des pistes
| 1. | X You (Radio Edit) | 3:20 |
| 2. | X You              | 7:06 |

## Classement hebdomadaire
| Classement (2013)               | Meilleure position |
| ------------------------------- | ------------------ |
| Belgique (Flandre Ultratip 100) | 34                 |
| Pays-Bas (Single Top 100)       | 83                 |
| Royaume-Uni (UK Dance Chart)    | 9                  |
| Royaume-Uni (UK Singles Chart)  | 47                 |
| Suède (Sverigetopplistan)       | 19                 |

## Historique de sortie
| Pays        | Date            | Format                   | Label  |
| ----------- | --------------- | ------------------------ | ------ |
| Suède       | 22 février 2013 | Téléchargement numérique | LE7ELS |
| Royaume-Uni | 22 février 2013 | Téléchargement numérique | LE7ELS |